# كأس دوري كرة القدم الإنجليزية
كأس دوري كرة القدم الإنجليزية هي مسابقة خروج المغلوب سنوية، مفتوحة للأندية الـ48 في الدوري الإنجليزي الدرجة الأولى و‌الدوري الإنجليزي الدرجة الثانية وهما المستويان الثالث والرابع من نظام دوريات كرة القدم الإنجليزية، ومنذ موسم 2016-17، أصبح هناك 16 فريقًا تحت 21 سنة من أندية الدوري الإنجليزي الممتاز و‌دوري البطولة الإنجليزية. وهي ثالث أكبر منافسة خروج المغلوب في كرة القدم الإنجليزية بعد كأس الاتحاد الإنجليزي وكأس الرابطة الإنجليزية. وتعرف حالياً باسم كأس بابا جونز لأسباب تتعلق بالرعاية. بدأت هذه المسابقة في موسم 1983-84 باسم كأس الأعضاء المنتسبين ، ولكن في عام 1992 بعد أن أصبحت أندية الدرجة الأدنى أعضاء كاملين في دوري كرة القدم، تمت إعادة تسميتها بلقب كأس دوري كرة القدم. وتمت إعادة تسميته مرة أخرى في عام 2016 باسم كأس الدوري الإنجليزي.
يتم إجراء القرعة الأولى في أغسطس، ثم تجري المسابقة في 16 مجموعة إقليمية، تضم كل مجموعة أربعة فرق. يتأهل أول اثنان من كل مجموعة إلى مراحل خروج المغلوب قبل أن يلتقي الفائزان في أواخر مارس أو أوائل أبريل في المباراة النهائية على ملعب ويمبلي. النادي الأكثر تتويجاً بالبطولة هو نادي بريستول سيتي ، الذي رفع الكأس ثلاث مرات، أعوام 1986 و 2003 و 2015 ، ووصل إلى النهائيات في عامي 1987 و 2000.

## نظام البطولة
يدخل 64 فريقًا من الجولة الأولى، بما في ذلك جميع الفرق الـ 48 من دوري الدرجة الأولى ودوري الدرجة الثانية ، بالإضافة إلى 16 فريقاً من الفئة الأولى من أكاديميات الدوري الإنجليزي الممتاز ودوري البطولة الإنجليزية تحت 21 عاماً. يتم تقسيم فرق المسابقة إلى 16 مجموعة إقليمية وتضم كل مجموعة أربعة فرق (ثمانية مجموعات للفرق الشمالية وثمانية مجموعات للفرق الجنوبية) ، يتأهل أول وثاني كل مجموعة إلى مراحل خروج المغلوب، حيث تظل الجولتان الأوليان منها إقليميتين قبل إجراء قرعة مفتوحة ابتداءاً من ربع النهائي وما بعدها.
خلال مرحلة المجموعات، إذا كانت أنتهت نتيجة المباراة بالتعادل، يتم اللجوء مباشرة إلى ركلات الترجيح على الفور دون لعب الأشواط الإضافية. يحصل الفريق الفائز على نقطتين والفريق الخاسر نقطة واحدة. ويستمر هذا النظام في مرحلة خروج المغلوب، باستثناء المباراة النهائية التي تنتهي بالتعادل، حيث يتم لعب 30 دقيقة إضافية من شوطين وفي حالى استمرار التعادل، يتم تحديد الفائز بواسطة ركلات الترجيح.

## سجل الأبطال
- 84-1983: بورنموث
- 85-1984: ويغان أتلتيك
- 1985–86: بريستول سيتي
- 87-1986: مانسفيلد تاون
- 88-1987: وولفرهامبتون واندررز
- 89-1988: بولتون واندررز
- 90-1989: ترانمير روفرز
- 91-1990: برمنغهام سيتي
- 92-1991: ستوك سيتي
- 93-1992: بورت فايل
- 94-1993: سوانزي سيتي
- 95-1994: برمنغهام سيتي (2)
- 96-1995: روثرهام يونايتد
- 1996–97: كارلايل يونايتد
- 1997–98: غريمسبي تاون
- 1998–99: ويغان أتلتيك (2)
- 1999–00: ستوك سيتي (2)
- 2000–01: بورت فايل (2)
- 2001–02: بلاكبول
- 2002–03: بريستول سيتي (2)
- 2003–04: بلاكبول (2)
- 2004–05: ريكسهام
- 2005–06: سوانزي سيتي (2)
- 2006–07: دونكاستر روفرز
- 2007–08: ميلتون كينز دونز
- 2008–09: لوتون تاون
- 10-2009: ساوثهامبتون
- 11-2010: كارلايل يونايتد (2)
- 12-2011: تشيسترفيلد
- 13-2012: كرو ألكساندرا
- 14-2013: بيتربورو يونايتد
- 15-2014: بريستول سيتي (3)
- 2015–16: بارنسلي
- 17-2016: كوفنتري سيتي
- 18-2017: لينكولن سيتي
- 2018–19: بورتسموث
- 20-2019: سالفورد سيتي
- 21-2020: سندرلاند
- 22-2021: روثرهام يونايتد (2).

المصدر: napit.co.uk (فقط حتى 2010)

## روابط خارجية
قسم كأس الدوري الإنجليزي في الموقع الرسمي لدوري كرة القدم الإنجليزية